# Campionati europei di tuffi 2015
I campionati europei di tuffi 2015 si sono svolti dal 9 al 14 giugno 2015 presso la  Piscina Nettuno di Rostock, in Germania.

## Nazioni e partecipanti
Le federazioni che hanno confermato la loro partecipazione alla rassegna sono complessivamente 19.
Nei tuffi partecipano un totale di 104 atleti; la delegazione più numerosa è quella della Germania (13 atleti) e della Russia (12).
| Nazione       |    |
| ------------- | -- |
| Armenia       | 2  |
| Austria       | 1  |
| Bielorussia   | 3  |
| Finlandia     | 5  |
| Francia       | 7  |
| Gran Bretagna | 10 |
| Germania      | 13 |
| Grecia        | 2  |
| Ungheria      | 4  |
| Italia        | 10 |

| Nazione     |    |
| ----------- | -- |
| Paesi Bassi | 5  |
| Norvegia    | 5  |
| Polonia     | 2  |
| Romania     | 3  |
| Russia      | 12 |
| Spagna      | 3  |
| Svizzera    | 3  |
| Svezia      | 4  |
| Ucraina     | 10 |

## Podi

### Uomini
| Evento                      | Oro                                    | Punti  | Argento                                   | Punti  | Bronzo                                      | Punti  |
| Tuffi individuali           |                                        |        |                                           |        |                                             |        |
| Trampolino 1 m (dettagli)   | Matthieu Rosset                        | 433,80 | Evgenij Novoselov                         | 396,05 | Oleh Kolodij                                | 391,10 |
| Trampolino 3 m (dettagli)   | Matthieu Rosset                        | 476,70 | Evgenij Kuznecov                          | 467,60 | Il'ja Zacharov                              | 451,85 |
| Piattaforma 10 m (dettagli) | Martin Wolfram                         | 575,30 | Viktor Minibaev                           | 541,70 | Vadzim Kaptur                               | 491,55 |
| Tuffi sincronizzati         |                                        |        |                                           |        |                                             |        |
| Trampolino 3 m (dettagli)   | Russia Il'ja Zacharov Evgenij Kuznecov | 462,96 | Ucraina Illja Kvaša Oleksandr Horškovozov | 430,89 | Germania Patrick Hausding Stephan Feck      | 419,73 |
| Piattaforma 10 m (dettagli) | Germania Patrick Hausding Sascha Klein | 458,10 | Russia Roman Izmajlov Viktor Minibaev     | 435,84 | Ucraina Maksym Dolhov Oleksandr Horškovozov | 430,26 |

### Donne
| Evento                      | Oro                                          | Punti  | Argento                                | Punti  | Bronzo                                  | Punti  |
| Tuffi individuali           |                                              |        |                                        |        |                                         |        |
| Trampolino 1 m (dettagli)   | Tania Cagnotto                               | 291,20 | Nadežda Bažina                         | 279,40 | Olena Fedorova                          | 275,40 |
| Trampolino 3 m (dettagli)   | Tania Cagnotto                               | 350,20 | Kristina Il'inych                      | 334,15 | Tina Punzel                             | 330,90 |
| Piattaforma 10 m (dettagli) | Julija Prokopčuk                             | 327,50 | Laura Marino                           | 323,60 | Noemi Batki                             | 323,30 |
| Tuffi sincronizzati         |                                              |        |                                        |        |                                         |        |
| Trampolino 3 m (dettagli)   | Italia Tania Cagnotto Francesca Dallapé      | 313,08 | Germania Tina Punzel Nora Subschinski  | 302,70 | Russia Nadežda Bažina Kristina Il'inych | 298,50 |
| Piattaforma 10 m (dettagli) | Russia Julija Timošinina Ekaterina Petuchova | 319,20 | Gran Bretagna Georgia Ward Robyn Birch | 310,74 | Ungheria Villő Kormos Zsófia Reisinger  | 291,72 |

### Misto
| Evento                | Oro                                   | Punti  | Argento                               | Punti  | Bronzo                               | Punti  |
| Team event (dettagli) | Russia Viktor Minibaev Nadežda Bažina | 406,50 | Germania Patrick Hausding Maria Kurjo | 399,15 | Ucraina Illja Kvaša Julija Prokopčuk | 383,50 |

## Medagliere
| Pos.   | Paese         | Oro | Argento | Bronzo | Totale |
| ------ | ------------- | --- | ------- | ------ | ------ |
| 1      | Russia        | 3   | 6       | 2      | 11     |
| 2      | Italia        | 3   | 0       | 1      | 4      |
| 3      | Germania      | 2   | 2       | 2      | 6      |
| 4      | Francia       | 2   | 1       | 0      | 3      |
| 5      | Ucraina       | 1   | 1       | 4      | 6      |
| 6      | Gran Bretagna | 0   | 1       | 0      | 1      |
| 7      | Bielorussia   | 0   | 0       | 1      | 1      |
| 7      | Ungheria      | 0   | 0       | 1      | 1      |
| Totale | Totale        | 11  | 11      | 11     | 33     |